# Yours Truly, Angry Mob
Yours Truly, Angry Mob är det andra albumet av det engelska rockbandet Kaiser Chiefs. Det gavs ut den 23 februari 2007 i Belgien och Nederländerna och den 26 februari 2007 i resten av världen förutom Nordamerika, där det gavs ut sent i mars.
Albumet blev, som gruppens första, etta på UK Albums Chart. Låten "Ruby" blev en hit med en förstaplats på singellistan. Övriga singlar var "Everything Is Average Nowadays" och "The Angry Mob", samt "Love's Not a Competition (But I'm Winning)" som släpptes i begränsad upplaga.

## Låtlista
Alla spår skrivna av Ricky Wilson, Andrew White, Simon Rix, Nick Baines och Nick Hodgson.
1. "Ruby" - 3:25
2. "The Angry Mob" - 4:48
3. "Heat Dies Down" - 3:57
4. "Highroyds" - 3:20
5. "Love's Not a Competition (But I'm Winning)" - 3:18
6. "Thank You Very Much" - 2:38
7. "I Can Do It Without You" - 3:24
8. "My Kind of Guy" - 4:07
9. "Everything Is Average Nowadays" - 2:45
10. "Learnt My Lesson Well" - 5:26
11. "Try Your Best" - 3:42
12. "Retirement" - 3:53